# 좌도기왕
좌도기왕(左屠耆王)은 고대 북아시아의 유목제국 흉노의 작위 중 하나이다. 고대 중국어로 번역해 좌현왕(左賢王)이라고도 한다. 우도기왕과 함께 황제인 선우에 버금가는 작위다.
흉노는 중국의 황제에 해당하는 선우가 있고, 그 아래에 좌·우도기왕,  좌·우녹려왕, 좌·우대장, 좌·우대도위, 좌·우대당호, 좌·우골도후 등의 24개 작위가 있었다. 각 작위는 1만 ~ 수천 기의 기병을 보유했으며, 천장, 백장, 십장, 비소왕, 상, 도위, 당호, 차거 등의 부하를 거느렸다.
좌·우도기왕은 그 중에서도 가장 지위가 높으며, 각기 흉노의 동쪽과 서쪽에 영지를 두었다. 대개 선우의 아들이 좌도기왕에 봉해졌기 때문에 좌도기왕은 곧 차기 선우로서 중국의 황태자에 해당하기도 한다.